# Tamandua
A Tamandua az emlősök (Mammalia) osztályának a szőrös vendégízületesek (Pilosa) rendjéhez, ezen belül a hangyászfélék (Myrmecophagidae) családjához tartozó nem.

## Rendszerezés
A nembe az alábbi 2 faj tartozik:
- északi dolmányos hangyász vagy mexikói dolmányos hangyász (Tamandua mexicana)
- déli dolmányos hangyász (Tamandua tetradactyla) – típusfaj